# Soroca
Soroca est une ville du Nord de la Moldavie, sur le Dniestr (Nistru en roumain).
La ville compte des industries alimentaires (conserverie, fromagerie) et électriques (équipements ménagers) mais vit aussi un peu de tourisme par sa citadelle, agrandie et consolidée sous Étienne III de Moldavie.

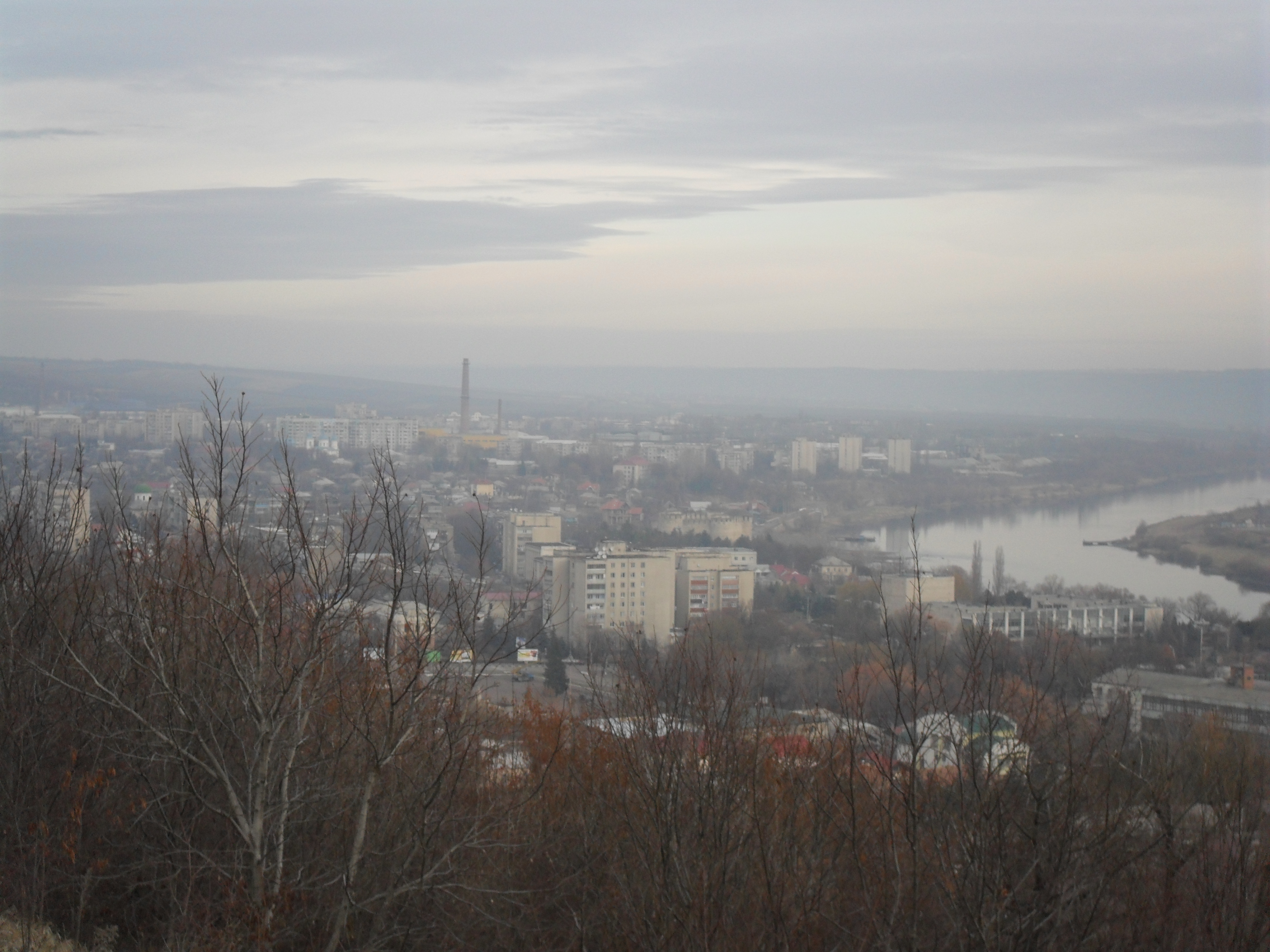
Vue sur la ville

## Toponymie
Russe : Сороки, romanisé : Soroki, ukrainien: Сороки, romanisé : Soroky, polonais : Soroki, yiddish: סאָראָקע, Soroke.

## Histoire
Dans l'Antiquité, une cité (dava) dace du nom de Polychromia est mentionnée par Hérodote à cet endroit. Une ville du nom d'Olihonia figure dans les portulans génois du XIIe siècle : probablement une déformation du nom antique. Des monastères troglodytiques et quelques villages existaient à ce moment sur les rives du Dniestr, alors importante voie commerciale entre la mer Baltique et la mer Noire, par où transitaient vers le nord les soieries, les épices et les tissus venus de Byzance, et vers le Sud l'ambre, les fourrures et l'étain venus des îles Britanniques, de Scandinavie et des pays baltes. Cette voie où se croisaient les Grecs, les Slaves, les Valaques et les Varègues, était disputée entre d'un côté les Tatars de la Horde d'or arrivés ici en 1223, et de l'autre l'alliance des rois de Pologne, des grands-ducs de Lituanie et des voïvodes moldaves vassaux des rois de Hongrie, qui en 1412 en prennent le contrôle jusqu'à l'embouchure.
Cet emplacement s'avérant extrêmement stratégique, une forteresse fut édifiée pour protéger l'un des principaux gués sur le Dniestr, et la république de Gênes y ouvrit un comptoir nommé Policronia, Olicronia ou Olihonia.
Les voïvodes moldaves devront cependant abandonner l'embouchure du Dniestr aux Turcs en 1484 mais Soroca, mentionnée depuis le XIVe siècle comme une cité de la Principauté de Moldavie, le reste jusqu'en 1812 lorsqu'avec toute la moitié orientale de la Moldavie, elle devient russe. En 1917, la Moldavie proclame son indépendance, puis en 1918 son union avec la Roumanie, et Soroca devient une base de l'« office Nansen » chargé d'accueillir les personnes fuyant l'URSS : Russes blancs, anciens aristocrates, bourgeois, marchands (dont un grand nombre de juifs russes), soi-disant « koulaks », intellectuels, indépendantistes ukrainiens, anarchistes, paysans affamés, tous indistinctement classés comme « éléments contre-révolutionnaires » par les autorités soviétiques. Certains parviennent à passer le Dniestr à la nage ou sur la glace, surtout de nuit, mais bien rares sont ceux qui parviennent à emporter quelque bagage, et beaucoup sont tués, noyés, ou capturés et envoyés au Goulag par les gardes-frontières soviétiques : parmi ceux qui leur échappent, plus d'un est rançonné par les garde-frontière roumains avant de recevoir le « passeport Nansen ».
De 1940 à 1941 (pacte Hitler-Staline) et à nouveau de 1944 à 1991, la ville est soviétique et vidée des réfugiés qui s'y trouvaient encore, ainsi que de tous les Moldaves qui avaient été salariés de l'état roumain ou qui ont été classés comme « koulaks », tous dirigés vers le Goulag ; entre 1941 et 1944 c'étaient les Juifs de la ville, tous indistinctement accusés d'avoir soutenu les soviétiques, qui avaient été déportés en Transnistrie par le régime Antonescu, de sorte qu'à l'issue de la Seconde Guerre mondiale, Soroca était aux trois-quarts dépeuplée. Par la suite, elle fut repeuplée de Moldaves par l'exode rural depuis les villages alentour, et de Russes et Ukrainiens par la mise en place de l'administration soviétique et des industries. Depuis la seconde indépendance de la Moldavie en 1991, elle est le chef-lieu du raion de Soroca.